# Kazimierz Józef Męciński
Kazimierz Józef Męciński z Kurozwęk herbu Poraj (zm. w 1703 roku) – chorąży wieluński w latach 1683-1686, starosta wieluński w latach 1687-1702.
Poseł na sejm 1683 roku, sejm 1690 roku, sejm 1695 roku, poseł sejmiku wieluńskiego na sejm zwyczajny 1688 roku, poseł sejmiku proszowickiego na sejm nadzwyczajny 1693 roku. Poseł sejmiku ziemi wieluńskiej na sejm konwokacyjny 1696 roku.